# Auzon

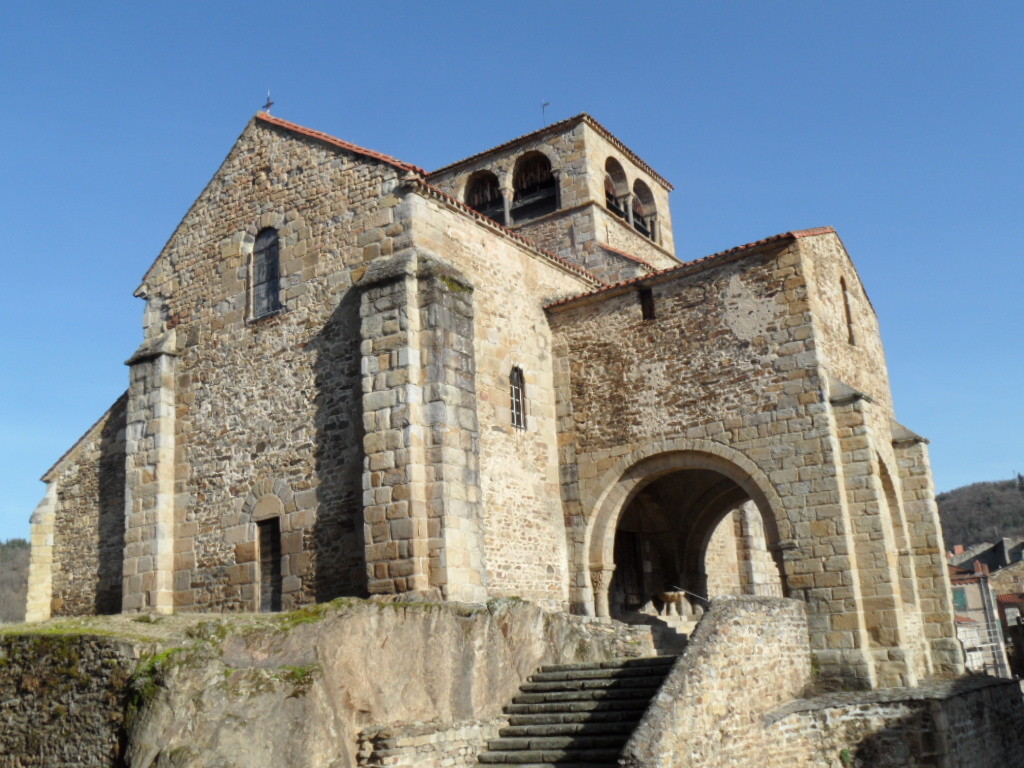
Auzon – Église Saint-Laurent

Auzon (okzitanisch Auson) ist ein zentralfranzösischer Ort und eine Gemeinde (commune) mit 874 Einwohnern (Stand: 1. Januar 2022) im Département Haute-Loire in der Region Auvergne-Rhône-Alpes.

## Lage und Klima
Auzon liegt rund 66 km (Fahrtstrecke) südöstlich von Clermont-Ferrand in einer Höhe von ca. 460 m. Das Gemeindegebiet wird vom Fluss Allier und seinem Zufluss Auzon durchzogen. Ganz im Nordwesten wird das Gebiet auch vom Flüsschen Cé berührt, der in der Nachbargemeinde Vézézoux auch in den Allier mündet. Die sehenswerte Kleinstadt Brioude befindet sich nur etwa 15 km südlich. Das Klima ist gemäßigt bis mild; Regen (ca. 620 mm/Jahr) fällt überwiegend im Sommerhalbjahr.

## Bevölkerungsentwicklung
| Jahr                       | 1800 | 1851 | 1901 | 1954 | 1999 | 2018 |
| Einwohner                  | 1256 | 1407 | 1558 | 1115 | 817  | 897  |
| Quellen: Cassini und INSEE |      |      |      |      |      |      |

Der bereits zu Beginn des 20. Jahrhunderts einsetzende Bevölkerungsrückgang ist im Wesentlichen auf die Mechanisierung der Landwirtschaft, die Aufgabe bäuerlicher Kleinbetriebe („Höfesterben“) und die daraus resultierende Arbeitslosigkeit auf dem Lande zurückzuführen.

## Wirtschaft
Im Umland spielen traditionell Feldwirtschaft und Viehzucht die bedeutendsten Rollen im Wirtschaftsleben; im Ort selbst haben sich auch Handwerk und kleinere Dienstleister angesiedelt.

## Geschichte
Bernard d’Auzon war der erste namentlich bekannte Grundherr (seigneur) von Auzon (1078), doch wechselte die Grundherrschaft mehrfach. Das Gründungsdatum der Burg ist nicht bekannt; der beutige Bau entstand wahrscheinlich im 15. Jahrhundert. Trotz des Vorhandenseins einer Stadtmauer (remparts) wurde der Ort in der Zeit der Hugenottenkriege im Jahr 1589 von den Truppen Jean-Louis de La Rochefoucaulds für die katholische Seite erobert.

## Sehenswürdigkeiten
- Kirche Saint-Laurent mit Stiftskapitel aus dem 12. Jahrhundert, seit 1906 Monument historique
- Markthalle
- Schloss Auzon aus dem 14. Jahrhundert, Umbauten bis aus dem 16. Jahrhundert,  seit 1989 Monument historique
- Tor Brugelet

## Persönlichkeiten
- Claude Fournier (1745–1825), Revolutionär

## Sonstiges
Das Runenkästchen von Auzon wurde hier gefunden.